# Suối nguồn sự sống

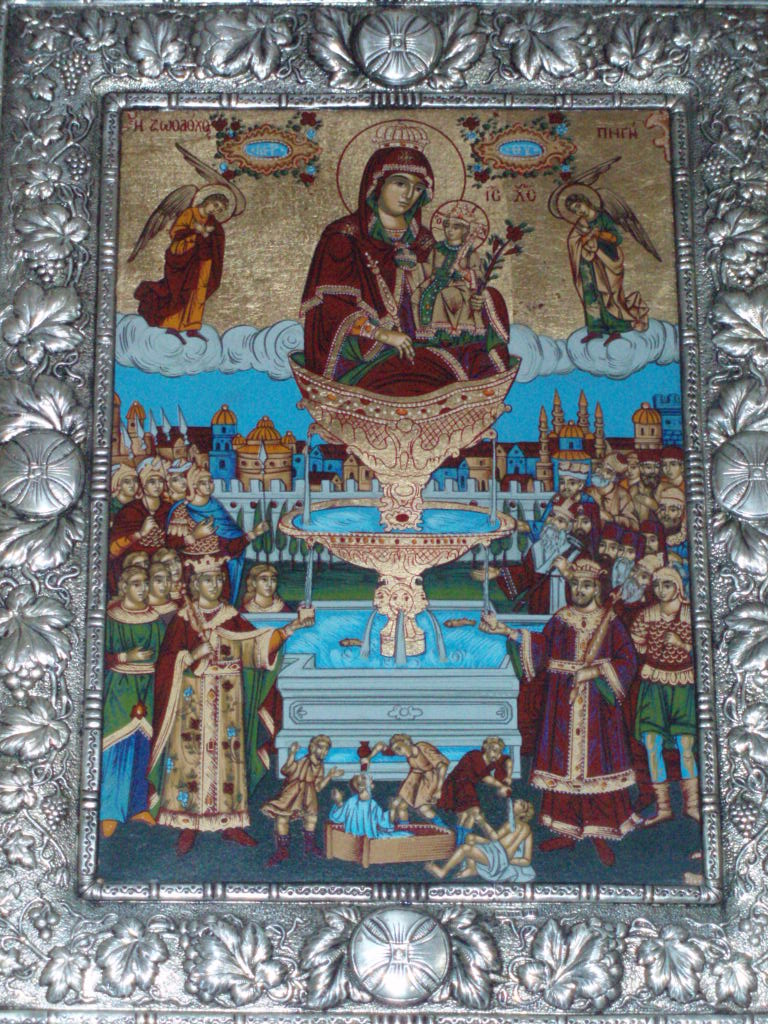
Biểu tượng Hy Lạp Theotokos, Suối nguồn sự sống.

Suối nguồn sự sống (Tiếng Hy Lạp: Ζωοδόχος Πηγή, Zoodochos Pigi,Tiếng Nga: Живоносный Источник) là một danh hiệu dành cho Theotokos (Mẹ Thiên Chúa). Danh hiệu này có nguồn gốc gắn với một phép lạ của mẹ về một suối nguồn sự sống (tiếng Hy Lạp: ἁγίασμα, hagiasma) ở Valoukli, Constantinople, nơi mà một người lính tên là Leo Marcellus, người sau này trở thành Hoàng đế Byzantine Leo I (457-474) đã cho xây dựng một Nhà thờ Rất Thánh Maria Suối nguồn sự sống. Nơi đây đã chứng kiến nhiều sự chữa lành kỳ diệu qua nhiều thế kỷ, thông qua lời khẩn cầu với Mẹ Maria và trở thành một trong những trung tâm hành hương quan trọng nhất của Chính thống giáo Hy Lạp. Do đó, thuật ngữ "suối nguồn sự sống" đã trở thành một danh hiệu của Theotokos.
Ngày lễ kính "Suối nguồn sự sống" được tổ chức vào sáng thứ sáu trong các Giáo hội Chính thống giáo Đông phương, và trong các Giáo hội Công giáo phương Đông theo nghi lễ Byzantine. Ngoài ra, biểu tượng Theotokos "Suối nguồn sự sống" được kỷ niệm vào ngày 4 Tháng 4 / 17 trong Giáo hội Chính thống Slavic.

## Huyền thoại

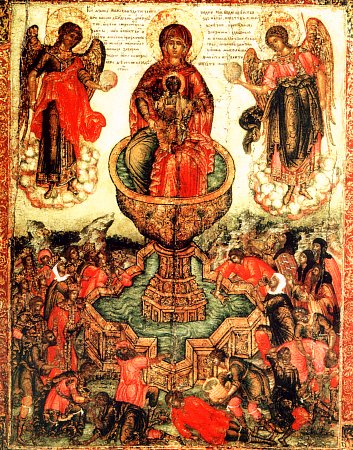
Biểu tượng Theotokos, Suối nguồn sự sống của Nga, thế kỷ 17.

Bên ngoài thành phố Constantinople, ở gần Cổng Vàng (Porta Aurea) có một khu rừng. Tại đây, một đền thờ đã được xây dựng dành riêng cho Theotokos với một suối nước. Theo thời gian, khu rừng ngày càng trở nên rậm rạp, đền thờ bị quyên lãng và suối nước bốc mùi hôi thối.
Các tài liệu truyền thống xung quanh ngày lễ "Suối nguồn sự sống" được ghi lại trong Nikephoros Kallistos Xanthopoulos, được viết bởi các tác giả sử học cuối cùng của Giáo hội Hy Lạp, lan truyền rộng rãi vào khoảng năm 1320. Theo đó, danh hiệu này bắt đầu với một phép lạ đã xảy ra liên quan đến một người lính tên là Leo Marcellus, người sau này là Hoàng đế Byzantine Leo I. Vào ngày 4 tháng 4 năm 450, Leo đi ngang qua một khu rừng và bắt gặp một người đàn ông mù đang bị lạc đường. Leo thương hại nên đã dẫn ông ta đến con đường cho ông ngồi trong bóng râm rồi đi tìm nước cho ông ta uống.
Bất thình lình, Leo nghe một giọng nói với ông: "Đừng lo lắng, Leo, đừng đi tìm nước ở nơi nào khác mà nước ở ngay đây". Khi nhìn ra xung quanh, Leo không thấy có ai và cũng không thấy dòng nước nào. Sau đó anh lại nghe thấy tiếng nói một lần nữa: "Leo, Hoàng đế, hãy đi vào rừng, anh sẽ tìm thấy nước và đưa nó cho người đàn ông. Sau đó hãy lấy bùn [từ dòng suối] và đặt nó lên mắt của người mù.... Và hãy xây dựng một đền thờ tại đây... tất cả những ai đến đây sẽ được đáp ứng lời cầu xin của họ."
Leo đã làm theo tiếng nói và khi Leo lấy bùn đặt lên mắt người mù thì mắt người này sáng lại.
Sau khi đã trở thành hoàng đế, Leo đã cho xây một nhà thờ to lớn ở đây để dành riêng cho các Theotokos, và dòng nước tiếp tục chữa trị bệnh tật một cách thần kỳ, đem lại sự sống từ cõi chết, thông qua việc cầu nguyện với Theotokos, và do đó nó được gọi là "Suối nguồn sự sống".

## Đền thờ
Các sử gia Procopius và Cedrenus cho biết Hoàng đế Justinian đã xây dựng một nhà thờ mới ở đây vào cuối triều đại của ông (559-560). Nhà thờ mới này lớn hơn rất nhiều so với đền thờ được xây lần đầu tiên. Công trình sử dụng vật liệu còn thừa sau khi xây dựng Nhà thờ Hagia Sophia. Sau khi đền thờ được hoàn thành, Đế quốc Byzantine đặt tên cho cánh cổng nằm bên ngoài các bức tường của Theodosius II là: "Cổng mùa xuân "(tiếng Hy Lạp: Πύλη τῆς Πηγῆς).
Sau khi Constantinople sụp đổ vào năm 1453, nhà thờ đã bị phá bỏ bởi người Thổ Nhĩ Kỳ. Những tảng đá của công trình được sử dụng để xây dựng một nhà thờ Hồi giáo Sultan Bayezid. Chỉ có lại một nhà nguyện nhỏ ở vị trí cũ của nhà thờ. Phải đi hai mươi lăm bước xuống, người ta mới tới được dòng suối được vây quanh bởi một rào chắn. Năm 1547, nhà nghiên cứu người Pháp Petrus Gyllius cho biết rằng nhà thờ đã không còn tồn tại, và người dân rất khó để lấy được nước thánh.
Sau cuộc Chiến tranh giành độc lập Hy Lạp vào năm 1821, ngay cả những nhà nguyện nhỏ cũng bị phá hủy và dòng nước suối bị chôn vùi dưới đống đổ nát. Năm 1833, các cải cách Ottoman Sultan Mahmud II đã cho phép cho các Kitô hữu xây dựng lại nhà thờ. Khi nền móng ban đầu của nhà thờ được phát hiện trong quá trình xây dựng, quốc vương đã đưa ra một sắc chỉ thứ hai cho phép không chỉ xây dựng lại một nhà thờ nhỏ, nhưng là một nhà thờ lớn theo kích thước ban đầu. Công trình xây dựng được hoàn thành vào ngày 30 tháng 12 năm 1834. Thượng phụ Constanipole là Constantius II đã thánh hiến nhà thờ vào ngày 2 tháng hai năm 1835, cùng với 12 Giám mục và sự có mặt có rất đông các tín hữu.
Vào ngày 6 tháng 9 năm 1955, trong cuộc tàn sát chống Hy Lạp tại Istanbul, nhà thờ là một trong những mục tiêu của đám đông cuồng tín. Tòa nhà đã bị đốt cháy, linh mục sở tại bị hành hình, và Tổng linh mục Chrisanthos Mantas 90 tuổi thì bị sát hại bởi đám đông.
Một nhà thờ nhỏ đã được xây dựng lại trên nền nhà cũ, nhưng nhà thờ hiện giờ vẫn chưa được khôi phục lại theo kích thước cũ. Suối nước vẫn còn chảy cho đến ngày nay và được coi như nguồn ơn cứu chữa của các tín hữu.